# Live at the BBC (album des Beatles)
Pour les articles homonymes, voir Live at the BBC.
Albums de The Beatles
Past Masters
(1988) Anthology 1
(1995)
Albums live des Beatles
The Beatles at the Hollywood Bowl
(1977) On Air - Live at the BBC Volume 2
(2013)
Publiée en CD en 1994, Live at the BBC est une compilation sur deux disques de chansons enregistrées live par les Beatles entre 1963 et 1965 dans les studios de la BBC. On y retrouve des compositions originales du groupe, des reprises de standards du rock 'n' roll et autres tubes du début des années 1960 dont plusieurs placées sur disque par le groupe pour la première fois.

## Historique
Entre le 7 mars 1962 et le 7 juin 1965, les Beatles feront en tout 52 apparitions dans les différents studios de la British Broadcasting Corporation, la prestigieuse radio londonienne, pour y interpréter pas moins de 88 chansons différentes dont plus d'une trentaine qui ne seront jamais enregistrés en studio durant leur carrière. Elles furent à l'origine diffusées dans les émissions de radio Saturday Club (en), Side by Side, Easy Beat (en) et  Top Gear où les Beatles étaient invités parmi d'autres artistes et Pop Go the Beatles (en), From Us To You et The Beatles Invite You to Take a Ticket to Ride où ces émissions étaient axées sur eux.
John Lennon, Paul McCartney, George Harrison et Pete Best pénètrent pour la première fois dans les studios de la BBC, dans le cadre de l'émission Teenager’s Turn (Here We Go) où ils interprétèrent devant public quatre titres, trois reprises qu'ils affectionnent : Dream Baby (en) de Roy Orbison, Memphis, Tennessee de Chuck Berry et Please Mr. Postman, endisquée par les Marvelettes. Le dernier enregistrement, Hello Little Girl, une composition Lennon, est disparu car il n'a pas été diffusé. La piètre qualité du son de ces enregistrements a, à ce jour, empêché toute publication officielle.
Au fil du temps, ces rendez-vous radiophoniques auront pour effet d’accroître la popularité du groupe, qui, au cours de l’année 1963 s'amusera à répondre à l’antenne au courrier des fans dans une ambiance décontractée. Habituellement, le groupe, avec leur nouveau batteur Ringo Starr, joue leurs nouvelles chansons ou leurs tubes de l'heure mais se permettent d'y rajouter des chansons qu'ils n’enregistreront pas en studio. Lorsqu'ils sont dans le studio Maida Vale, le 2 juillet 1963, pour y enregistrer un épisode de Pop Goes the Beatles, ils jouent pas moins de sept reprises qui resteront longtemps inédites sur les neuf chansons présentées.
Ces nombreux enregistrements, de qualité variable, ont été abondamment piratés, donnant naissance entre autres au coffret The Complete BBC Sessions riche de dix CD comportant 247 prises.
Comme peu de disques étaient joués en ondes sur la BBC à cette époque, la station produisait une quantité phénoménale d'enregistrements en direct par différents artistes. Il était donc habituel de détruire les rubans à défaut de se faire envahir par ceux-ci. Heureusement, quelques employés étaient amateurs des Beatles et ont gardé certaines prestations. De plus, des fans du groupe avaient déjà enregistrés toutes les apparitions du groupe dès la première émission du 7 mars 1962. En 1982, la BBC a diffusé une émission de radio d'une durée de deux heures intitulée The Beatles at the Beeb, produite par Kevin Howlett, qui présentait certaines de ces trouvailles. En 1991, ce dernier se mit à rechercher les enregistrements manquants pour le compte d'Apple Records en vue d'une éventuelle publication. L'année suivante, on découvre qu'une adolescente de l'époque, Margaret Ashworth, avait utilisé le poste de radio VHF de son père que celui-ci avait fait modifié afin de pouvoir enregistrer la diffusion directement sur un magnétophone sans passer par un microphone. De cette façon, elle a préservé dans son entier onze des quinze émissions Pop Go the Beatles (en) en plus de quelques autres diffusions. La qualité de ces enregistrements était supérieure à tout ce qui existait, ce qui a ravi les responsables chez EMI. Le travail de George Martin fut de sélectionner les prises de la meilleure qualité sonore possible des différentes prestations afin que Peter Mew, l'ingénieur de son d'Apple, puisse les nettoyer des bruits divers, de les filtrer, puis de les retravailler en numérique avec le système Sonic Solutions (en). Après deux ans et demi de travail et sept versions différentes, la collection fut finalement publiée le 30 novembre 1994. Afin d'être les premiers à posséder ces enregistrements, de longues files d'acheteurs ont passé la nuit devant les magasins et ce, des deux côtés de l'Atlantique.
Les 180 000 exemplaires du premier tirage d'EMI furent vendus instantanément, permettant à cet album d'entrer directement à la première place des charts britanniques. Aux États-Unis, Capitol avait prévu une mise en place de 750 000 exemplaires et deux millions d'exemplaires étaient déjà en précommande en moins d'un mois, lui permettant d'être classé n°3 des charts[réf. nécessaire]. Avant la fin de l'année 1995, les ventes mondiales de ce double album avait déjà franchi le cap des huit millions d'unités.
Le 11 novembre 2013, une réédition remastérisée est lancée pour accompagner la sortie du disque On Air - Live At The BBC Volume 2. Sur cette nouvelle édition, la finale de A Hard Day's Night conserve le dialogue entre le groupe et le présentateur, qui était placé sur une piste distincte, mais on omet la phrase de Brian Matthew « A pretty cool lot of fellows aren't you. Here Ringo, have a Banana! Catch! » pour y rajouter l'introduction de Starr de la chanson suivante, I Wanna Be Your Man. De plus, on rajoute une intervention de Harrison en introduction à Soldier of Love en plus de l'indicatif musical de fermeture de l'émission From Us to You qui clôt maintenant l'album double. Cependant, la plus grande différence, outre la meilleure qualité du son, demeure la séparation, les unes des autres, de toutes les chansons ou pistes de dialogues qui étaient liées par des segues. Publiée originellement dans un emballage de CD en plastique, la réédition utilise une pochette en carton.

## Analyse
Cette collection permet d'entendre le groupe jouant en direct mais pour la plupart sans public. Plusieurs de ces chansons ne seront pas enregistrées dans les studio d'EMI mais faisaient partie de leur répertoire sur scène avant d'être connus. Sauf pour I'll Be on My Way, une première composition signée Lennon/McCartney publiée depuis 1970, les vingt-neuf autres inédits sont toutes des reprises.

## Liste des chansons
Les chansons sont composées par Lennon/McCartney, sauf indications contraires. Le symbole ‡ dénote une chanson inédite et ¶, un enregistrement devant public. L'astérisque identifie les différences de la version remastérisée avec la version d'origine de l'album.

### Disque 1
| 1. « Beatle Greetings » 2. From Us to You 3. « Riding on a Bus » 4. I Got a Woman (Charles) ‡ 5. Too Much Monkey Business (Berry) ‡ 6. Keep Your Hands Off My Baby (Goffin/King) ‡ 7. I'll Be on My Way ‡ 8. Young Blood (Leiber/Stoller/Pomus) ‡ 9. A Shot of Rhythm and Blues (Thompson) ‡ 10. Sure to Fall (in Love with You) (Perkins/Claunch (en)/Cantrell) ‡ 11. Some Other Guy (Leiber/Stoller)/Barrett (en) ‡ ¶ 12. Thank You Girl ¶ 13. « Sha La La La La! » 14. Baby It's You (David/Bacharach/Williams) 15. That's All Right (Mama) (Crudup) ‡ 16. Carol (Berry) ‡ 17. * « What is it, George? » (Piste rajoutée) 18. Soldier of Love (Alexander) ‡ | 1. « A Little Rhyme » 2. Clarabella (Pingatore) ‡ 3. I'm Gonna Sit Right Down and Cry (Over You) (Thomas/Biggs) ‡ 4. Crying, Waiting, Hoping (Holly) ‡ 5. « Dear Wack! » 6. You Really Got a Hold on Me (Robinson) 7. To Know Her Is to Love Her (Spector) ‡ 8. A Taste of Honey (Scott et Marlow) 9. Long Tall Sally (Johnson/Penniman/Blackwell) 10. I Saw Her Standing There ¶ 11. The Honeymoon Song (Theodorakis/Samson) ‡ 12. Johnny B. Goode (Berry) ‡ 13. Memphis, Tennessee (Berry) ‡ 14. Lucille (Collins/Penniman) ‡ 15. Can't Buy Me Love 16. « From Fluff to You » 17. Till There Was You (Willson) |

### Disque 2
| 1. « Crinsk Dee Night » 2. A Hard Day's Night 3. * « Ringo? Yep! » (remplace « Have a Banana! ») 4. I Wanna Be Your Man 5. « Just a Rumour » 6. Roll Over Beethoven (Berry) 7. All My Loving 8. Things We Said Today 9. She's a Woman 10. Sweet Little Sixteen (Berry) ‡ 11. « 1822! » 12. Lonesome Tears in My Eyes (Burnette/Burnette/Burlison/Mortimer) ‡ 13. Nothin' Shakin' (Fontaine/Calabrai/Lampert/Gluck) ‡ 14. The Hippy Hippy Shake (Romero) ‡ 15. Glad All Over (Bennett/Tepper/Schroeder) ‡ 16. I Just Don't Understand (Wilkin/Westberry) ‡ 17. So How Come (No One Loves Me) (Bryant) ‡ 18. I Feel Fine | 1. I'm a Loser 2. Everybody's Trying to Be My Baby (Perkins) 3. Rock and Roll Music (Berry) 4. Ticket to Ride 5. Dizzy Miss Lizzy (Williams) 6. Kansas City/Hey, Hey, Hey, Hey (Leiber/Stoller-Penniman) 7. « Set Fire to That Lot! » 8. Matchbox (Perkins) 9. I Forgot to Remember to Forget (Kessler/Feathers) ‡ 10. « Love These Goon Shows! » 11. I Got to Find My Baby (Berry) ‡ 12. Ooh! My Soul (Penniman) ‡ 13. « Ooh! My Arms » 14. Don't Ever Change (King/Goffin) ‡ 15. Slow Down (Williams) 16. Honey Don't (Perkins) (Chantée par John Lennon) 17. Love Me Do 18. * From Us to You (Piste rajoutée) |

## E.P.Baby It's You
EPs par The Beatles
The Beatles (EP bonus)
(1981) Free as a Bird
(1995)
Parallèlement à la sortie de cette compilation, un extended play a été publié, le 20 mars 1995, comprenant les chansons Baby It's You, I'll Follow the Sun, Devil in Her Heart et Boys, toutes enregistrées dans les mêmes studios. La première pièce étant présente sur Live at the BBC, toutes les autres étaient donc des versions inédites. Maintenant, ces trois chansons se retrouvent sur le disque On Air - Live At The BBC Volume 2, publié en 2013, bien que Devil in Her Heart soit une prestation différente de celle de cet E.P.
C'est le second E.P., après Yesterday en 1966, sur lequel on entend les quatre membres du groupe comme chanteur principal sur une chanson.

## Liste des chansons
| 1. | Baby It's You       | Lennon/McCartney | John Lennon    | 2:44 |
| 2. | I'll Follow the Sun | Lennon/McCartney | Paul McCartney | 1:50 |

| 3. | Devil in Her Heart | Richard Drapkin                  | George Harrison | 2:22 |
| 4. | Boys               | Luther Dixon et Wes Farrell (en) | Ringo Starr     | 2:28 |

### Clip
Deux vidéoclips promotionnels de la chanson titre de ce maxi ont été publiées. Ils ont été conçus à partir d'images du groupe tournées à l'époque, dont certaines en couleurs sur film 8 mm, prises en avril 1963, devant le théâtre « Paris » (en) de Londres par Kevin Neill, guitariste du Karl Denver Trio (en) avec lequel les Beatles travaillaient dans ce studio de la BBC. On retrouve aujourd'hui un de ces clips, réalisés par Geoff Wonfor, sur le second DVD de la réédition de 2015 de l'album 1

## Émissions d'origine
Voici, dans l'ordre chronologique, la liste des émissions radio dont les enregistrements sont tirées. La date de diffusion est suivie, entre parenthèses, par la date de l'enregistrement. Si une chanson a été enregistrée plus d'une fois dans ces studios, le nombre est indiqué entre parenthèses à droite du titre :
| Saturday Club (en), 26 janvier 1963 (22 janvier 1963) 1.6 Keep Your Hands off My Baby Pop Go the Beatles (en) (Épisode 2), 11 juin 1963 (1er juin 1963) 1.8 Young Blood 1.13 « Sha La La La La! » 1.14 et E.P.1 Baby It's You (3) 2.28 « Love These Goon Shows! » 2.29 I Got to Find My Baby (2) Pop Go the Beatles (3), 18 juin 1963 (1er juin 1963) 1.10 Sure to Fall (In Love with You) (4) Pop Go the Beatles (4), 25 juin 1963 (17 juin 1963) E.P.4 Boys (7) Easy Beat (en), 23 juin 1963 (19 juin 1963) 1.11 Some Other Guy (3) 1.12 Thank You Girl (3) Side by Side, 24 juin 1963 (4 avril 1963) 1.7 I'll Be on My Way Pop Go the Beatles (5), 16 juillet 1963 (2 juillet 1963) 1.15 That's All Right (Mama) 1.16 Carol 1.17 « What Is It, George? » 1.18 Soldier of Love 1.19 « A Little Rhyme » 1.20 Clarabella Pop Go the Beatles (6), 23 juillet 1963 (10 juillet 1963) 1.26 A Taste of Honey (8) 2.10 Sweet Little Sixteen (2) 2.11 « 1822! » 2.12 Lonesome Tears in My Eyes 2.13 Nothin' Shakin' (But the Leaves on the Trees) 2.17 So How Come (No One Loves Me) 2.35 Love Me Do (9) | Pop Go the Beatles (7), 30 juillet 1963 (10 juillet 1963) 1.31 Memphis, Tennessee (5) 2.14 The Hippy Hippy Shake (5) 2.25 « Set Fire to That Lot! » 2.26 Matchbox (2) Pop Go the Beatles (8), 6 août 1963 (16 juillet 1963) 1.21 I'm Gonna Sit Right Down and Cry (Over You) 1.22 Crying, Waiting, Hoping 1.25 To Know Her Is to Love Her 1.29 The Honeymoon Song 2.24 Kansas City/Hey-Hey-Hey-Hey! (4) Pop Go the Beatles (9), 13 août 1963 (16 juillet 1963) 1.4 I Got a Woman (2) 1.27 Long Tall Sally (7) Pop Go the Beatles (10), 20 août 1963 (16 juillet 1963) 2.15 Glad All Over (2) 2.16 I Just Don't Understand 2.33 Slow Down E.P.3 Devil in Her Heart (2) Saturday Club, 24 août 1963 (30 juillet 1963) 1.23 « Dear Wack! » 1.24 You Really Got a Hold on Me (4) Pop Go the Beatles (11), 27 août 1963 (1 août 1963) 1.9 A Shot of Rhythm and Blues (3) 2.30 Ooh! My Soul 2.31 « Ooh! My Arms » 2.32 Don't Ever Change Pop Go the Beatles (12), 3 septembre 1963 (1 août 1963) 2.34 Honey Don't (4) Pop Go the Beatles (13), 10 septembre 1963 (3 septembre 1963) 1.5 Too Much Monkey Business (4) Saturday Club, 5 octobre 1963 (7 septembre 1963) 1.32 Lucille (3) | Easy Beat, 20 octobre 1963 (16 octobre 1963) 1.28 I Saw Her Standing There (12) The Public Ear, 3 novembre 1963 (9 octobre 1963) 1.1 « Beatles Greetings » Saturday Club, 15 février 1964 (7 janvier 1964) 1.29 Johnny B Goode From Us to You (2), 30 mars 1964 (28 février 1964) 1.2 From Us to You (ouverture) 1.33 Can't Buy Me Love (3) 1.34 « From Fluff to You » 1.35 Till There Was You (6) 2.3 « Ringo? Yep! » 2.4 I Wanna Be Your Man (2) 2.5 « Just a Rumour » 2.6 Roll Over Beethoven (7) 2.7 All My Loving (4) 2.36 From Us to You (fermeture) From Us to You (3), 18 mai 1964 (1 mai 1964) 2.27 I Forgot to Remember to Forget Top Gear, 16 juillet 1964 (14 juillet 1964) 2.1 « Crinsk Dee Night » 2.2 A Hard Day's Night (2) 2.3 « Have a Banana! » (exclu de la réédition) 2.8 Things We Said Today (2) Top Gear, 26 novembre 1964 (17 novembre 1964) 1.3 « Riding on a Bus » 2.9 She's a Woman (3) 2.18 I Feel Fine 2.19 I'm a Loser (2) E.P.2 I'll Follow the Sun Saturday Club, 26 décembre 1964 (25 novembre 1964) 2.20 Everybody's Trying to Be My Baby (4) 2.21 Rock and Roll Music The Beatles Invite You to Take a Ticket to Ride, 7 juin 1965 (26 mai 1965) 2.22 Ticket to Ride 2.23 Dizzy Miss Lizzy |